# Gaily, Gaily
Gaily, Gaily is een Amerikaanse filmkomedie uit 1969 onder regie van Norman Jewison.

## Verhaal
Ben Harvey trekt in 1910 naar Chicago. Hij wil er zijn geluk beproeven, maar dat loopt mis. Hij wordt gered door de bordeelhoudster Lil. Hij krijgt een baan bij de krant en wordt door de redacteur Francis Sullivan opgeleid tot politiek journalist.

## Rolverdeling
| Acteur             | Personage        |
| ------------------ | ---------------- |
| Beau Bridges       | Ben Harvey       |
| Melina Mercouri    | Lil              |
| Brian Keith        | Francis Sullivan |
| George Kennedy     | Alex P. Johanson |
| Hume Cronyn        | Tim Grogan       |
| Margot Kidder      | Adeline          |
| Roy Poole          | Dunne            |
| Wilfrid Hyde-White | Gouverneur       |
| Melodie Johnson    | Lilah Letterby   |
| John Randolph      | Vader            |
| Charles Tyner      | Dr. Lazarus      |
| Joan Huntington    | Kitty            |
| Merie Earle        | Oma              |
| Claudia Bryar      | Moeder           |
| Eric Shea          | Virgil Harvey    |